# Ş
Ş ş (S z cedillą) – litera używana w językach tureckim, azerskim, krymskotatarskim, tatarskim, kurdyjskim i turkmeńskim.
Literze zazwyczaj odpowiada wartość fonetyczna [ʃ].
Czasami błędnie się używa litery Ş zamiast występującej w języku rumuńskim litery Ș (S z przecinkiem), zwłaszcza gdy brakuje właściwego znaku w danym zestawie (przykład: Timișoara).